# 劉功傑
劉功傑（？—？），中國清朝官員，湖南長沙人。
劉功傑為道光三年（1823年）癸未科進士。即用知縣。道光四年（1824年）署臺灣府鳳山縣知縣。同年十月二十六日（1824年12月16日）被撤職。